# Hymenostegia viridiflora
Espèce
Hymenostegia viridiflora Mackinder & Wieringa est une espèce de plantes à fleurs du genre Hymenostegia, de la famille des Caesalpiniaceae, actuellement classée dans la famille des Fabaceae (APGIII). C'est un arbre endémique du Cameroun.

## Description
C’est un arbre d’environ 38 m de haut, avec une hauteur de poitrine comprise entre 50 et 106 cm. C’est une plante native du Cameroun. On la retrouve dans le parc national de Korup. Elle est décrite d’après les critères de l’IUCN comme une espèce vulnérable "VU".